# Xã Burlington, Quận Ward, Bắc Dakota
Xã Burlington (tiếng Anh: Burlington Township) là một xã thuộc quận Ward, tiểu bang Bắc Dakota, Hoa Kỳ. Năm 2010, dân số của xã này là 388 người.